# Ива мелкосерёжчатая
И́ва мелкосерёжчатая (лат. Salix microstachya) — вид цветковых растений из рода Ива (Salix) семейства Ивовые (Salicaceae).

## Распространение и экология
В природе ареал вида охватывает Восточную Сибирь, Монголию и Китай (провинции Хэйлунцзян, Гирин, Ляонин, Внутренняя Монголия).
Произрастает по берегам водоёмов и на галечниках.

## Ботаническое описание
Кустарник высотой 3—4 м или деревцо высотой до 6 м. Ветви косо вверх направленные, полуповислые, редкие, раскидистые, пепельно-бурое, очень тонкие, длинные и гибкие. Молодые побеги шелковисто-волосистые, взрослые опушённые, старые голые.
Почки яйцевидные, тупые, прижатые, шелковистые, длиной до 4—5 мм. Прилистников нет или очень мелкие, яйцевидно-ланцетные, зубчатые или цельные, быстро опадающие. Листья почти линейные или узколинейно-ланцетные, к обоим концам суженные, часто серповидноизогнутые, почти цельнокрайные, немного завороченные или мелко пильчатые, с обеих сторон шелковистые, позже почти голые, на коротких, длиной 3—5 мм, голых или шелковистых, к основанию расширенных черешках.
Серёжки прямые, цилиндрические, длиной до 1,5—2 см, на коротких облиственных ножках. Прицветные чешуи яйцевидные, широколанцетные или обратнояйцевидные, на верхушке выгрызенно-зубчатые, бледно-бурые или желтовато-зелёные. Тычинки сросшиеся до пыльников, голые; пыльники жёлтые; нектарник продолговатый или почти квадратный, очень мелкий. Завязь яйцевидно-коническая, к верхушке несколько вытянутая, длиной около 2,5 мм, сидячая, совершенно голая, буровато-зелёная, с заметным или коротким столбиком и красно-бурым рыльцем.
Цветение с начала июня после распускания листьев. Плодоношение с конца июня до июля.

## Значение и применение
Тонкие (2—5 мм) и длинные (до 2 м) хорошо гнущиеся одногодичные прутья применяются для плетения.
Древесина белая с атласным отливом.
Кора содержит 8 % таннидов.
Растение легко размножается черенками, дает придаточные корни, быстро растёт, хорошо переносит суровые зимы, пригодно для закрепления песков.

## Таксономия
Вид Ива мелкосерёжчатая входит в род Ива (Salix) семейства Ивовые (Salicaceae) порядка Мальпигиецветные (Malpighiales).
|  |                                      |  |                                                             |                                                             |                  |  | ещё 36 семейств (согласно Системе APG II) | ещё 36 семейств (согласно Системе APG II) |                         |  |  |  | ещё более 500 видов |
|  |                                      |  |                                                             |                                                             |                  |  | ещё 36 семейств (согласно Системе APG II) | ещё 36 семейств (согласно Системе APG II) |                         |  |  |  | ещё более 500 видов |
|  |                                      |  |                                                             | порядок Мальпигиецветные                                    |                  |  |                                           |                                           | род Ива                 |  |  |  |                     |
|  |                                      |  |                                                             | порядок Мальпигиецветные                                    |                  |  |                                           |                                           | род Ива                 |  |  |  |                     |
|  | отдел Цветковые, или Покрытосеменные |  |                                                             |                                                             | семейство Ивовые |  |                                           |                                           | вид Ива мелкосерёжчатая |  |  |  |                     |
|  | отдел Цветковые, или Покрытосеменные |  |                                                             |                                                             | семейство Ивовые |  |                                           |                                           |                         |  |  |  |                     |
|  |                                      |  | ещё 44 порядка цветковых растений (согласно Системе APG II) | ещё 44 порядка цветковых растений (согласно Системе APG II) |                  |  |                                           | ещё около 57 родов                        | ещё около 57 родов      |  |  |  |                     |
|  |                                      |  |                                                             | ещё 44 порядка цветковых растений (согласно Системе APG II) |                  |  |                                           |                                           | ещё около 57 родов      |  |  |  |                     |